# Natalia Pasternak
Natalia Pasternak Taschner (São Paulo, 5 de maio de 1976) é uma bióloga e divulgadora científica brasileira. É a fundadora e primeira presidente do Instituto Questão de Ciência (IQC) e a primeira brasileira a integrar o Comitê para a Investigação Cética. Foi diretora da versão brasileira do festival de ciências, Pint of Science (2016–2019), fundadora da iniciativa Cientistas Explicam e fundadora do blog de divulgação científica Café na Bancada. É colunista do jornal brasileiro O Globo e da revista Saúde, onde escreve sobre popularização da ciência e pseudociências, também escreve para a revista The Skeptic (Reino Unido) e Medscape (WebMD). Foi colunista da rádio CBN, onde comandou o quadro A Hora da Ciência entre 2021 e 2023. Taschner também é a editora da primeira revista brasileira sobre pensamento crítico, a Revista Questão de Ciência, publicada pelo IQC. Pasternak e o IQC atuaram intensamente no combate à desinformação durante a pandemia de COVID-19.
Natalia Pasternak, contribui como professora visitante da Escola de Administração Pública da Fundação Getulio Vargas (FGV), São Paulo e como colaboradora de pesquisa da Universidade de São Paulo (USP). Ela é a primeira brasileira a ser nomeada fellow do Committee for Skeptical Inquiry (CSI) nos Estados Unidos, em homenagem a suas notáveis contribuições para o avanço da ciência, do ceticismo e do pensamento crítico. Foi eleita Brasileira do ano em Ciência pela revista IstoÉ em 2020 e novamente em 2021. Ela foi nomeada Personalidade do Ano pelo Grupo de Jornais Diários da América Latina e recebeu o Prêmio Ockham da revista The Skeptic por seus esforços em promover o ceticismo e o pensamento racional no Brasil.
Ciência no Cotidiano, que recebeu o Prêmio Nacional de Literatura Brasileira de melhor livro de ciências em 2021 (Prêmio Jabuti), e Contra a Realidade: Negação da Ciência, Suas Causas e Consequências, são dois de seus livros sobre divulgação científica. Ela é a única brasileira na lista da BBC das 100 mulheres mais influentes em 2021, e agora é Adjunct Senior Research Scholar no Centro de Ciência e Sociedade da Universidade de Columbia, graças à oferta do professor Stuart Firestein. Sua pesquisa se concentra em maneiras de melhorar a comunicação científica e combater a negação e a desinformação, além de levar o pensamento científico a futuros formuladores de políticas públicas e auxiliar no estabelecimento de uma parceria mundial para políticas globais baseadas em evidências.

## Educação e carreira
Nascida em família de origem judaica, é filha dos professores universitários Mauro Taschner e Suzana Pasternak.
Após concluir a graduação em Biologia na Universidade de São Paulo (USP) em 2001, ingressou no doutorado em Microbiologia da USP no mesmo ano. Concluiu o doutorado em Microbiologia em 2006 no Instituto de Ciências Biomédicas da USP, com a tese intitulada A regulação da fosfatase alcalina pelo fator sigma S da RNA polimerase de Escherichia coli. De 2007 a 2013 fez pós-doutorado em Microbiologia, na área de genética molecular de bactérias, também na USP.
Fundou um site de popularização científica chamado Café na Bancada,
 com a missão de "Difundir a ciência com café!". O site foi extinto, mas continua como um blog, iniciado em 2015, na rede social Facebook. Também foi diretora da versão brasileira do festival científico Pint of Science entre 2015 e 2019, quando organizou palestras científicas em bares de mais de 50 cidades do Brasil. A partir de 2020 o Pint of Science passou a ser coordenado por Luis Gustavo Almeida.
Em 2018, fundou e se tornou a primeira presidente do Instituto Questão de Ciência (IQC), organização focada na defesa de evidências científicas utilizadas em políticas públicas. Pasternak chegou a investir seu próprio dinheiro na formação do IQC, fazendo dela a segunda pessoa no Brasil a investir dinheiro próprio em comunicação científica. IQC é um co-organizador, juntamente com o Escritório de Ciência e Sociedade de Aspen, do "Congresso Global de Aspen sobre Pensamento e Ação Científicos", que aconteceria em 2020 em Roma e que foi remarcado para março de 2021 no formato digital em virtude da pandemia do COVID-19.
No início de 2020, Pasternak organizou o primeiro curso de especialização em comunicação pública da ciência na cidade de São Paulo. O curso visa formar jornalistas e outros profissionais de comunicação sobre a popularização da ciência.

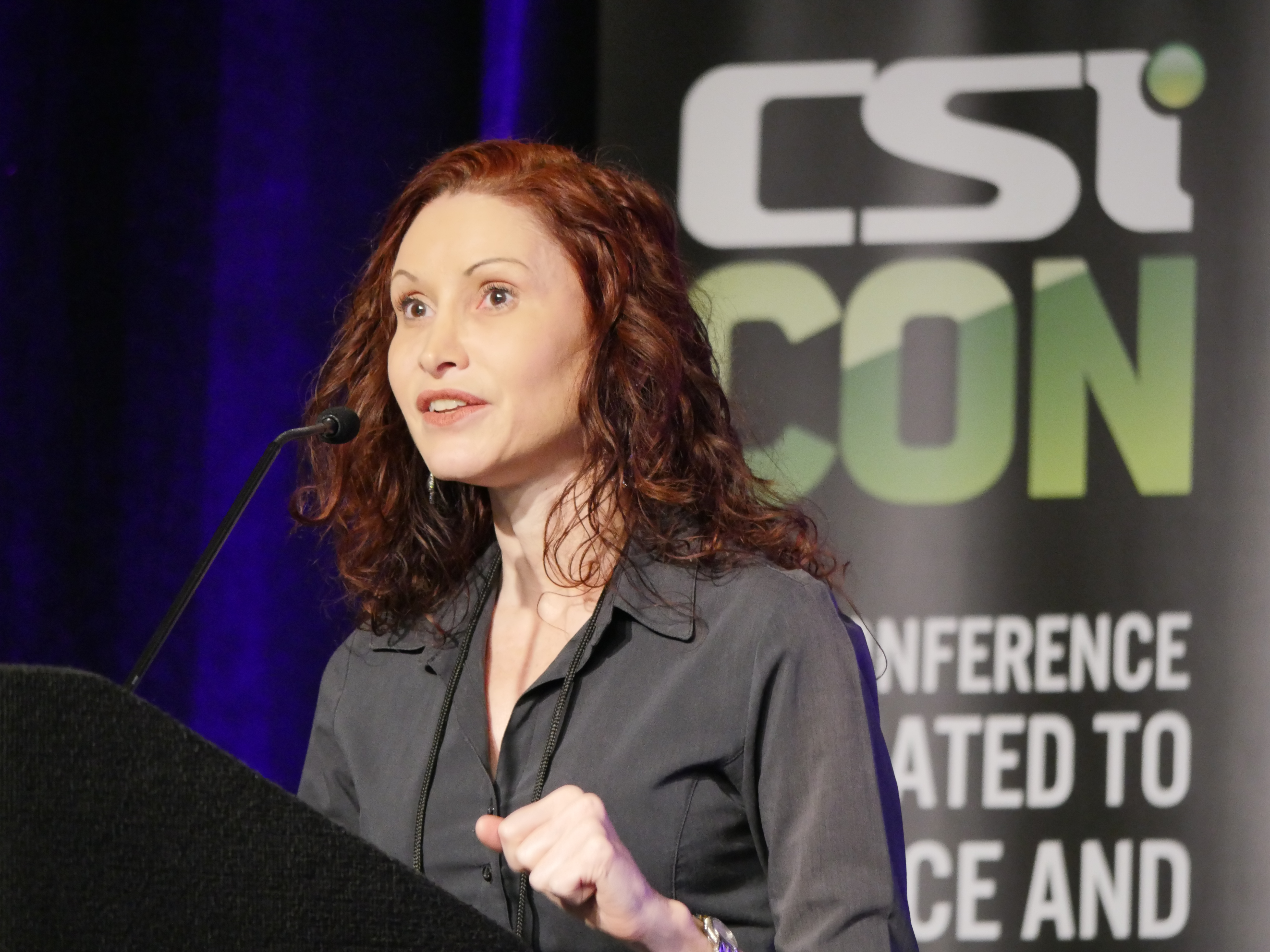
Pasternak na conferência CSICon de 2018, onde fez uma palestra sobre a "Politização das PICs no sistema público de saúde brasileiro

Em novembro de 2020, Pasternak recebeu o prêmio Navalha de Ockham da publicação britânica The Skeptic Reason with Compassion pelos seu esforços no combate contra desinformação durante a pandemia da COVID-19.
Em 2020 recebeu duas moções de agradecimento do Instituto de Ciências Biomédicas da Universidade de São Paulo.
Em dezembro de 2020 foi a homenageada do ano pela revista Istoé na categoria Ciência e pelo Grupo de Diários América (GDA) como “Personalidade do Ano” no Brasil, reconhecendo o trabalho exercido por Pasternak no combate à desinformação em relação à pandemia de COVID-19.
Pasternak chegou a sofrer ataques de ódio por combater a desinformação promovida por Jair Bolsonaro, que alegava uma possível cura da doença pela cloroquina.

## Vida pessoal
Natália é casada com o jornalista e escritor Carlos Orsi Martinho.

## Prêmios
É uma das 100 Mulheres da lista da BBC de 2021.

## Livro(s)
- Que Bobagem! Pseudociências e outros absurdos que não merecem ser levados a sério — ISBN 978-6555412796[24][25]

## Publicações selecionadas
- «The effect of IHF on sigmaS selectivity of the phoA and pst promoters of Escherichia coli.». Archives of Microbiology. 185
- Galbiati. «The effect of the rpoSam allele on gene expression and stress resistance in Escherichia coli». Archives of Microbiology. 196: 589–600. ISSN 0302-8933. doi:10.1007/s00203-014-0994-y
- Piantola (2018). «Adopt a Bacterium – an active and collaborative learning experience in microbiology based on social media». Brazilian Journal of Microbiology. 49: 942–948. ISSN 1517-8382. doi:10.1016/j.bjm.2018.04.005
- Taschner, Natalia Pasternak (2015). «Ciência e Pseudociência». In:  Ekuni; Zaggio; Bueno. Caçadores De Neuromitos: O que voce sabe sobre o seu cérebro é verdade?. MEMNON. [S.l.: s.n.] ISBN 978-85-7954-084-4
- Pasternak, Natalia; Orsi, Carlos (2020). Ciência no cotidiano: Viva a razão. Abaixo a ignorância!. São Paulo: Editora Contexto[26]
- Pasternak, Natalia; Orsi, Carlos (1 de março de 2020). «Believing in Science Is Not Understanding the Science: Brazilian Surveys.». Skeptical Inquirer. 44 (2): 20–22. ISSN 0194-6730. Consultado em 19 de outubro de 2020
- Pasternak, Natalia; Orsi, Carlos (2021). «Kardecism: the fringe spiritualist doctrine which became the soul of pseudoscience in Brazil». The Skeptic. Consultado em 24 de junho de 2021